# Stygoridgewayia trispinosa
Stygoridgewayia trispinosa is een eenoogkreeftjessoort uit de familie van de Pseudocyclopidae. De wetenschappelijke naam van de soort is voor het eerst geldig gepubliceerd in 2008 door Tang, Barron & Goater.